# Нілуфер Юмлу
Нілуфер Юмлу, відома як Nilüfer (тур. Nilüfer Yumlu; 31 травня 1955) — турецька співачка, автор пісень і продюсер. Була одним з провідних композиторів турецької поп-музики з початку 1970-х. Стала відомою після своєї першої 45-ки (грамплатівка 45 об.хв), яку вона впустила в 1972 році. У 1973 році вона підтвердила свій успіх з піснею Світ повертається. Окрім «Світ обертається», серед турецької поп-музики відомі ще декілька її творів. Каяхан, який заспівав пісню «Сніжинки» в її альбомі «Nilüfer '84» спільно працював з нею до кінця 90-х, займав важливе місце в її музичній кар'єрі. Разом з гуртом Nazar вона представляла Туреччину на пісенному конкурсі Євробачення 1978 року, де розділила 18-е місце із Сея Сімолою з Фінляндії. З 1997 року вона була національним послом Туреччини в ЮНІСЕФ. У 1998 році їй було присвоєно почесне звання Державної артистки Туреччини. Захворіла на рак молочної залози, але після дев'ятимісячного лікування перемогла хворобу.Після багатьох альбомів, які мали велику кількість продаж в 80-х та 90-х роках, піком творчості став музичний альбом Nilüfer. Було продано понад 750 тисяч примірників Потім вийшли ще 13 альбомів співачки. У 2015 році співачка випустила альбом «My Own Heaven».

## Життя та кар'єра

### 1955—1969: Дитинство та юність
Народилась і виросла в відомому районі Стамбула Cihangir. Провела дитинство в будинку, де батько грав на фортепіано, а мати співала турецьку класичну музику. Коли їй виповнилося 11 років, Нілуфер почала навчання в школі Фірузаша, а потім продовжила навчання в Приватній італійській середній школі.

### 1970—1979: 70-ті роки
1970 — перемога у вокальному конкурсі «Золотий голос», конкурсна пісня — «Роки без тебе». Перший сценічний досвід отримала на Ізмірській ярмарці, де, найбільш очікуваним гостем був Зекі Мюрен. У 1975 році Нілуфер Юмлу реалізувала пропозицію німецьких продюсерів, і записала ряд композицій, які мали великий комерційний успіх в Туреччині.

### 1980—1989: 80-ті роки
Альбом "Nilüfer'80 " та " Sensiz Olmaz " вийшов вслід за альбомом «Nilüfer'84», і серед хітів альбому були незабутні пісні, такі як «Say Anything», «Donsen Bile Donsen Bile», «Snowflakes». З цим альбомом Нілуфер почала розміщувати композиції Kayahan у своїх альбомах. Випустила свій альбом Bir Selam Yeter у 1985 році. Найбільша особливість цього альбому полягала в тому, що він включав її першу повністю власну пісню «Men Crying». Композитор, якому вдалося отримати першу премію на Середземноморському пісенному конкурсі зі своєю композицією «Гекелер» на Каяхані у 1986 році, у 1987 році створила свій альбом " Гецелер ", що зміцнило її репутацію та представило у світі наступного року. У цьому альбомі артистка співала естрадні пісні та хіт «Geceler», раніше озвучений іншими виконавцями. Цей альбом супроводжувався у 1988 році альбомом «Есмер Гюнлер».

### 1990—1999: 90-ті
Альбом «Sen Mühimsin» вийшов в 1990 році. В альбомі Nilüfer співпрацювала з такими видатними композиторами як Каяхан, Аднан Ергіль, Онно Тунч. Цей альбом супроводжувався альбомом Ne Masal Ne Rüya випущеним в 1994 році.
Вихід цього альбому був визнаний гідним багатьох нагород, зокрема нагород музичної відео-музики Kral TV та премій «Золотий метелик», які вона вигравала незліченну кількість разів раніше, і була обрана найкращою артисткою жіночої статі 1997 року. У лютому 1998 року випустила свій альбом «Yet Yetmişe», колекційний альбом, який співала у 70-х роках, і зібрав її пісні, які тепер стали класикою. Цей альбом включав нові аранжування таких пісень, як «Світ повертається», «Що трапилося зі мною», «Хто тобі зателефонував», «Я знову плачу», «Останній арзум».

### 2000-теперішній час: 2000-ті роки
У серпні 2001 року вийшов новий альбом «Büyük Aşkım». Такі пісні, як «Söz Güzelim», «Did You Me Me», «My Great Love», «Tell Me My Friend», стали визначними піснями цього альбому.
У 2004 році вона отримала на музичному ринку Туреччини підтримку від компанії Odeon. Композитор, яка випустила сингл «Ти не знав мене» як провісник нового альбому в 2008 році, презентував глядачам новий альбом під назвою Хаял. У травні 2010 року була опублікована її біографія «Все це», опублікована Біркан Усаллі. Композитор, яка зробила новий сингл "Жорстоке рішення " на початку 2010 року, з'явилася в лютому 2011 року зі своїм новим альбомом під назвою12 дуетів. Цей проект, який вона підготувала у співпраці з рок-музикантами, також завоював золоті нагороди з альбомом, а у 2013 році випустила 13 альбомів «Дует». У 2015 році співачка випустила альбом «My Own Heaven».
Nilufer 2007 року, проводить понад 3000 концертів, вважається одним із найважливіших артистів звукозапису в Туреччині. Відома як успішний сценічний актор із потужним звучанням.

## Особисте життя
Нілуфер Юмлу у 1974 році була заручена. Одружилася з продюсером Єшилом Гіресунлу в 1977 році, розлучилися в 1981 році. Одружилася знову з Четіна Аккан в 1984 році, розлучилися в 1986 році. У 2000 році вона усиновила доньку Айше Назлі.

## Дискографія

### Альбоми
- 1974: Nilüfer'74
- 1976: Selam Söyle
- 1978: Müzik
- 1979: 15 Şarkı
- 1979: Nilüfer'79
- 1980: Nilüfer'80
- 1982: Sensiz Olmaz
- 1984: Nilüfer'84
- 1985: Bir Selam Yeter
- 1987: Geceler
- 1988: Esmer Günler
- 1990: Sen Mühimsin
- 1992: Yine Yeni Yeniden
- 1993: Nostalji
- 1994: Ne Masal Ne Rüya
- 1997: Nilüfer'le
- 1998: Yeniden Yetmişe
- 2001: Büyük Aşkım
- 2003: Olur mu... Olur mu? / Gözünaydın
- 2004: Sürprizler
- 2005: Karar Verdim (Mü-yap sertifikası: Altın)[10]
- 2009: Hayal
- 2011: 12 Düet (Mü-yap sertifikası: Altın)[11]
- 2013: 13 Düet
- 2015: Kendi Cennetim
- 2016: Yeniden Yeni Yine

### Сімейний набір
- 1970 & 1980 Odeon Yılları (2006)
- Bir Arada (2010)
- 12 + 13 Düet (2014)

### 45-ки та сингли
- Kalbim Bir Pusula — Ağlıyorum Yine (1972)
- Dünya Dönüyor — Neden (1973)
- Göreceksin Kendini — Aldanırım Sanma (1973)
- Hatıra Defteri — Sen de Söyle (1973)
- Arkadaş Dur Bekle — Kim Ayırdı Sevenleri (1973) (Modern Folk Üçlüsü ve Tanju Okan'la birlikte.)
- Akdeniz Çocukları — Akdeniz Çocukları (Enstrümental) (1973) (Ali Kocatepe, Gökben, Ertan Anapa, Есін Енгін ve Füsun Önal'la birlikte.)
- Al Beni Çal Beni — Körebe (1974)
- Söyle Söyle Sever mi? — Başıma Gelenler (1974)
- Boşver — Boşverdim (1975)
- Oh Ya — Ara Sıra Bazı Bazı (1975)
- Bau Mir ein Paradies — Anatol (1975)
- Ali — Italiano (1975)
- Bilder im Meinem Herzen — Warum mussausgerechnet er es sein (1976)
- Of Aman Aman — Kaderime Kaderime (1976)
- Kim Arar Seni — Başka Sözüm Yok (1977)
- Ne Olacak Şimdi — Pişman Olacaksın (1977)
- Sevince — Darling (1978)
- Oh Oh — Beyaz Mendil (1979)
- Ben Seni Seven Kadın — Kime Küseyim? (1981)
- «Sen Beni Tanımamışsın» (2008)
- «Zalimin Kararı» (2010)
- «Tik Tak» (2019)

## Фільмографія
Телебачення
| Рік      | Програма    | Роль | Примітки  |
| -------- | ----------- | ---- | --------- |
| 2019 рік | Jet Society | Сам  | Епізод 39 |